# 夏港站
夏港站是广州地铁5号线的一个车站，位於中国广东省广州市黃埔區开发大道与明珠路分岔口南侧的地底。2023年12月28日随5号线东延段通车而启用。

## 车站结构

### 车站楼层
本站为地下两层12米岛式站台无柱车站，车站全长132米，标准段宽度为42米。其中地面为车站出入口、开发大道、明珠路、青年路及邻近建筑；地下一层为站厅；地下二层为5号线站台。
與5號線东延段各站一樣，車站墙面使用了全白色玻璃幕板裝修，站顶天花线条装饰配色为灰绿色。
| 地下一层 | 站厅                       | 售票機、客服中心、商店、警务室、安检设施 |  |  |
| 地下二层 | 2 站台                     | █5号线 滘口方向（下站：保盈大道）        |  |  |
|          | 岛式站台（卫生间、母婴室） |                                          |  |  |
|          | 1 站台                     | █5号线 黄埔新港方向（下站：黄埔新港）    |  |  |

### 站厅
夏港站站厅設有自动售票機及智能客務中心。
为方便行人进出，夏港站站厅西侧被划分为收费区，收费区内设有专用电梯、多条扶手电梯及楼梯方便乘客前往月台。

### 站台
本站设有一个岛式站台，位于开发大道与明珠路分岔口南侧的地底。
本站的卫生间及母婴室设于站台往黄埔新港方向的一端。

### 出入口
夏港站目前设有4个出入口供乘客进出。
|                                           |                                                       |      |          |                                            |
| 編號                                      | 设施                                                  | 照片 | 出口指示 | 建議前往的目的地                           |
| A                                         | 盲道标志 · 升降机标志 · 无障碍通道标志 · 扶手电梯标志 |      | 开发大道 | 明珠路、夏港公交车站（南行）               |
| B1                                        | 扶手电梯标志                                          |      | 开发大道 | 广州开发区医院（西区医院）                 |
| B2                                        |                                                       |      | 开发大道 | 夏港公交车站（北行）                       |
| C                                         | 盲道标志 · 扶手电梯标志                               |      | 开发大道 | 青年路、沙湾一街公交车站、青年路西公交车站 |
| 註： 設有 \| 設有 \| 設有 \| 設有扶手電梯 |                                                       |      |          |                                            |

## 历史
本站早在1997年的《廣州市城市快速軌道交通線網規劃研究（最終報告）》中，作为5号线开发区方向支线的其中一座中途站出现。随后在2003年方案中及局部修改方案中仍设置本站。随后本站成为五號線東延段其中一个车站，该段在2018年1月正式获批，并与5号线东延段工程同步建设。
在车站前期规划中，车站拟设于夏港大道（现开发大道）与志诚大道路口的位置，但为减少施工建设时对该路口交通的影响，最终车站西北移至开发大道与明珠路分岔口南侧的绿化地进行建设。
本站在规划和建设时称为广州开发区站，2023年2月27日，廣州市民政局公示5號線东延段初定名，本站命名為夏港站。
2021年10月，本站成为5号线东延段首座封顶的车站；同年12月，本站至黄埔客运港区间成为东延段首个贯通的区间。
2023年12月28日12时，5号线东延段开通运营，本站正式启用。